# Il lenzuolo viola
Il lenzuolo viola (Bad Timing) è un film  del 1980 diretto da Nicolas Roeg.

## Trama
Nella Vienna della Guerra fredda, Milena Flaherty, una giovane americana di vent'anni, viene portata d'urgenza al pronto soccorso dopo un'apparente overdose dovuta a un tentativo di suicidio. Con lei c'è Alex Linden, uno psicanalista americano che vive in città e lavora come insegnante universitario. Mentre medici e infermieri lottano per salvare la vita di Milena, un investigatore, Netusil, inizia a indagare sull'incidente. Attraverso flashback frammentati, la narrazione racconta la storia d'amore tra Alex e Milena.
Dopo averla incontrata a una festa, Alex rimane incantato da Milena, una ragazza sofisticata ma dallo spirito libero. I due iniziano una relazione vorticosa, ma poco dopo si scopre che Milena soffre di una grave depressione ed è sposata con un uomo molto più anziano, Stefan, che ogni tanto va a trovare oltre il confine a Bratislava. Sebbene Alex inizialmente apprezzi lo stile di vita libero di Milena, ben presto ne rimane amareggiato, poiché include una promiscuità impulsiva e un forte consumo di alcol. Alex inizia a pedinare Milena e alla fine la affronta sul suo matrimonio con Stefan. Lei insiste che il matrimonio è semplicemente platonico e che lei e Stefan non sono più innamorati. Nonostante questo, Alex inizia a fare ricerche sul passato di Stefan e si informa presso le agenzie governative locali su come Milena possa procedere con il divorzio, che lei rifiuta.
La gelosia di Alex nei confronti di Milena continua a crescere e comincia a provare risentimento nei suoi confronti. Dopo un litigio, Milena spinge con forza Alex a fare sesso con lei per saziarlo e poi si disgusta di se stessa. In un episodio, quando la coppia è in vacanza in Marocco, il loro veicolo si rompe e chiedono un passaggio a due uomini marocchini. Alex viene lasciato nel letto del camion, mentre Milena si siede tra i due uomini, flirtando con loro durante il viaggio, cosa che Alex osserva con attenzione. Arrivati a Ouarzazate, Alex suggerisce a lui e a Milena di tornare negli Stati Uniti, dove lui potrebbe ottenere un posto di insegnante a New York, ma lei insiste perché vivano “il momento”.
Milena inizia a mettere in dubbio la sua storia d'amore con Alex quando scopre che lui la tratta come un caso di studio. Più tardi, Alex la affronta a proposito di una fotografia nel suo appartamento che lo ossessiona e che la ritrae al lago con un altro uomo. Lei gli dice che la foto è di lei e di suo fratello, scattata in California anni prima, ma Alex non le crede. Il mattino seguente, Alex affronta una Milena ubriaca fuori dal suo appartamento, dicendole che non può sopportare il pensiero di lei con un altro uomo. Quando lei si ribella a lui, lui la schiaffeggia. Più tardi, Milena lo invita a tornare nel suo appartamento, solo per schernirlo con un trucco kabuki, presentandosi beffardamente come la “nuova Milena”. Quando lui se ne va, Milena gli urla contro dalla finestra, lanciandogli oggetti sulla strada sottostante. La notte successiva, Milena lascia ad Alex un messaggio vocale da ubriaco in cui suggerisce di voler morire.
Nel presente, mentre i medici tentano di rianimare Milena morente, Netusil ricostruisce la catena di eventi, culminando in un'intervista con Alex, che si presenta semplicemente come amico di Milena. Scoprendo le incongruenze temporali nel racconto di Alex, Netusil determina ciò che è realmente accaduto: Alex, dopo aver trovato Milena in overdose di veleno nel suo appartamento, l'ha guardata mentre collassava lentamente e l'ha violentata una volta che ha perso conoscenza. Sebbene Netusil abbia prove fisiche che suggeriscono che Milena sia stata violentata, non riesce a ottenere una confessione da Alex. Stefan arriva e rivela che Milena è sopravvissuta all'overdose dopo una tracheotomia salvavita. Alex se ne va senza ripercussioni ma, prima di andarsene, Stefan commenta che deve amare Milena più della sua stessa dignità.
Qualche tempo dopo, a New York, Alex vede Milena passare davanti all'hotel Waldorf-Astoria mentre entra in un taxi. La chiama e lei si volta brevemente verso di lui, rivelando la cicatrice della tracheotomia, prima di allontanarsi impassibile.